# Brittany Runs a Marathon
Brittany Runs a Marathon ist ein Filmdrama von Paul Downs Colaizzo, das im Januar 2019 im Rahmen des Sundance Film Festivals seine Premiere feierte und am 23. August 2019 in die US-Kinos kam.

## Handlung
Eine junge, adipöse Frau, die in New York lebt, achtet wenig auf ihre Gesundheit. Am Tiefpunkt angekommen, beginnt sie ihr Leben unter Kontrolle zu bringen. Sie beginnt mit Laufsport und nimmt ab. Begleitet wird sie von Menschen, die an sie glauben. Die Hauptfigur nimmt sich dann die Teilnahme an einem Marathon vor. Es gibt aber Rückschläge, die sie zurückwerfen.

## Produktion
Regie führte Paul Downs Colaizzo, der auch das Drehbuch zum Film schrieb. 
Die Besetzung mit Jillian Bell, Michaela Watkins, Utkarsh Ambudkar, Lil Rel Howery, Micah Stock und Alice Lee wurde im November 2017 bekannt.
Die deutsche Synchronisation entstand nach der Dialogregie von Robin Brosch im Auftrag der Studio Hamburg Synchron GmbH. Das Dialogbuch schrieb Joachim Kretzer.
Die Dreharbeiten wurden im Oktober 2017 in New York begonnen.
Die Filmmusik komponierte Duncan Thum. Der Soundtrack, der insgesamt 20 Musikstücke umfasst, wurde am 23. August 2019 von Lakeshore Records als Download veröffentlicht.
Der Film feierte im Januar 2019 im Rahmen des Sundance Film Festivals seine Premiere. Dort erwarben die Amazon Studios die weltweiten Rechte am Film für 14 Millionen US-Dollar. Im August 2019 wurde er beim Melbourne International Film Festival vorgestellt. Am 23. August 2019 kam er in ausgewählte US-amerikanischen Kinos. Der Kinostart in Deutschland erfolgte am 24. Oktober 2019. Seit 14. November 2019 ist der Film auf Prime Video zu sehen.

## Rezeption

### Kritiken
Der Film erhielt bislang von 88 Prozent aller Kritiker bei Rotten Tomatoes eine eher positive Bewertung mit durchschnittlich 7,3 der möglichen 10 Punkte.
Patrick Heidmann von epd Film erklärt, die eigentlichen Lauf- und Trainingsszenen spielten im Film eine eher untergeordnete Rolle, die Persönlichkeit der Protagonistin dafür umso mehr. Zwar verlaufe der Plot insgesamt recht erwartbar, das Personal und seine Interaktionen seien aber durchaus für Überraschungen gut, so Heidmann weiter, wobei die Schauspieler durch die Bank sehenswert seien. Vor allem das komödiantische Timing von Jillian Bell sei fantastisch. Paul Downs Colaizzo sei es derweil hoch anzurechnen, dass er sich für weit mehr interessiert als eine noch vor gar nicht langer Zeit durchaus hollywoodtypischen Geschichte einer Wandlung zum hübschen Schwan und besseren Menschen: „Der Grat zwischen charmanter Selbstfindungsgeschichte und Fat-Shaming ist dabei durchaus schmal, und nicht immer gelingt Brittany Runs a Marathon das Wandeln darauf so problemlos wie auf jenem zwischen Humor und Ernsthaftigkeit. Doch immerhin reflektiert der Film genau diese Schwierigkeiten durchaus offensiv – und verliert dabei nie seine ungemein sympathische Grundeinstellung.“

### Auszeichnungen
GLAAD Media Awards 2020
- Nominierung als Bester Film – Limited Release[12]

Hollywood Critics Association Awards 2020
- Nominierung als Best First Feature[13]

São Paulo International Film Festival 2019
- Nominierung im New Directors Competition (Paul Downs Colaizzo)[14]

Satellite Awards 2019
- Nominierung als Bester Fernsehfilm[15]

Sundance Film Festival 2019
- Auszeichnung mit dem Grand Jury Prize im U.S. Dramatic Competition (Paul Downs Colaizzo)[16]